# Al-Dakhwar
Muhadhdhab al-Dīn ʿAbd al-Raḥīm ibn ʿAlī ibn Ḥāmid al-Dimashqī, noto anche con lo pseudonimo di al-Dakhwār (in arabo مهذب الدين عبد الرحيم بن علي بن حامد الدمشقي‎?; Damasco, 1170 – 1230), è stato un medico arabo musulmano.
Muhadhdhab al-Dīn ʿAbd al-Raḥīm b. ʿAlī, detto al-Dakhwār (in arabo لدخوار‎?) fu un apprezzatissimo medico arabo del XIII secolo, attivo nel contesto ayyubide. Fu anche responsabile del settore medico al Cairo e a Damasco.
Al-Dakhwār istruì o influenzò la maggior parte dei medici in Egitto e Siria, inclusi i celebri Ibn Abī Uṣaybi'a e Ibn al-Nafīs, che scoprì i meccanismi che regolano la circolazione del sangue nel corpo umano.

## Gioventù
Al-Dakhwār nacque e crebbe a Damasco, figlio di un oculista. Inizialmente anch'egli fu oculista nel rinomato Bimāristān Nūrī di Damasco, ma poi passò allo studio della medicina generale, sotto Ibn al-Matrān.

## Medico degli Ayyubidi
Nel 1208, il Sultano ayyubide d'Egitto, Safedino (al-Malik al-ʿĀdil Sayf al-Dīn), fratello di Saladino, informò il suo visir al-Ṣāḥib ibn Shukūr che aveva bisogno di un nuovo medico di corte, con un'esperienza paragonabile a quella del medico-capo dell'epoca, ʿAbd al-ʿAzīz al-Sulamī. al-ʿĀdil credeva che al-Sulamī fosse troppo impegnato come medico delle forze armate.
Ibn Shukūr raccomandò al-Dakhwār per quell'ufficio e gli offrì 30 dinar al mese. Al-Dakhwār rifiutò, affermando che al-Sulamī riceveva 100 dinar al mese, affermando: "Io conosco la mia capacità nel campo e non voglio prendere meno!" Al-Sulamī morì il 7 giugno e subito dopo lo stesso al-Dakhwār himself entrò in contatto col Sultano, che rimase grandemente impressionato da lui. Non solo lo nominò quindi suo medico personale, ma anche uno dei suoi consiglieri.
Quando al-ʿĀdil morì, suo figlio e successore a Damasco, al-Malik al-Muʿazzam, lo creò Sovrintendente-capo del Bimāristān al-Nāṣiri Qui al-Dakhwār scrisse libri e tenne lezioni di Medicina ai suoi discepoli. Più tardi, quando l'altro figlio di al-ʿĀdil, al-Malik al-Ashraf, annetté Damasco ai suoi domini, dopo la morte di al-Malik al-Muʿazzam, al-Dakhwār fu promosso medico-capo dello Stato ayyubide.

## Opere

### Medicina
- al-Janīna ("L'embrione")
- Sharḥ Taqdimat al-Maʿrīfa ("Commentario sull'Introduzione alla conoscenza")
- Mukhtaṣar al-Hawi al-Rāzī ("Sintesi dell'al-Hāwī di al-Razi")

### Poesia
- Kitāb al-Aghānī (versione concisa de "Il libro dei canti" di Abū l-Faraj al-Iṣfahānī)